# Živjeti od ljubavi (1973.)
Živjeti od ljubavi, hrvatski dugometražni igrani dramski film iz 1973. godine, u režiji Kreše Golika. Film je sniman tehnikom 35mm widescreen u boji. Film govori o slamanju mladenačke ljubavi pred egzinstencijalnim zadanostima konkretnog društvenog okružja. Film je na 20. Pulskom filmskom festivalu 1973. nagrađen velikom brončanom Arenom. Osim u SFRJ-u film se prikazivao i u SSSR-u, Mađarskoj, Rumunjskoj, Bugarskoj, Poljskoj, Čehoslovačkoj, DR Njemačkoj, Finskoj, Alžiru, Mozambiku, Australiji, Svazilandu, Austriji, Sudanu i SR Njemačkoj.

## Sinopsis
Mladi studentski bračni par Davor i Minja suočavaju se s prvim problemima u svom zajedničkom životu kada Davor ostaje bez novčane potpore za nastavak studija. Minja stoga prekine studij i zaposli se kao nastavnica u osnovnoj školi u selu Crna Lokva, kako bi Davoru zaradom omogućila da dovrši svoj prekinuti studij. U Crnoj Lokvi se nastanjuje kod Ane, koja živi sama s djecom, dok joj muž već tri godine radi u Njemačkoj. Minji je ugodno po svojim novim krovom, no u školi se suočava s oportunizmom i spletkama svojih kolega, pa mora pristajati na razne kompromise kako bi sačuvala svoje radno mjesto. U mjesnom liječniku, nalazi dobrog prijatelja, što se ne može reći za mjesnog "drmatora" Medana, koji oko nje neprestano oblijeće. Davor zapušta studij, nezadovoljan je što ga žena izdržava, a započinje i vezu s nekadašnjom poznanicom Vandom, situiranom gradskom gospođom.

## Nagrade

### 20. Pulski filmski festival 1973.
- Velika brončana Arena za film
- Diploma Vlasti Knezović za uspješan debi
- Diploma Alenki Rančić za epizodnu ulogu
- Nagrada Ilustrovane publike za režiju filma u boji

### Filmski festival u Nišu 1973.
- Nagrada za žensku epizodnu ulogu Alenki Rančić
- Povelja Vlasti Knezović
- Nagrada publike najpopularnijem glumcu (Vlasta Knezović)

## Vanjske poveznice
- Sinopsis filma